# Hans Klotz
Hans Klotz (Offenbach del Meno, 25 de octubre de 1900-Colonia, 11 de mayo de 1987) fue un clérigo, organista y músico alemán.
Primero cursó sus estudios en el colegio de secundaria humanístico de Fráncfort del Meno donde se graduó en 1919. Y entonces en el Conservatorio Hoch de la misma ciudad, estudió música eclesiástica, filosofía y educación. Más tarde estudió órgano en el Conservatorio de Leipzig con el profesor Karl Straube, y finalmente en París con Charles-Marie Widor. De 1914 a 1918 fue organista y cantor en la Christuskirche de Frankfurt, y desde 1928 ocupó el cargo de organista de Aquisgrán hasta 1941, año en que fue nombrado Kirchenmusikdirektor, que conservó durante cinco años.
Tras dedicarse a la enseñanza, desde 1954 fue profesor y jefe del Instituto de Música de la Iglesia en el Conservatorio de Colonia. Sus publicaciones fueron reconocidas como autorizadas y también se tradujeron a otros idiomas.
Entre sus composiciones cabe mencionar: tres misas para coro a capella, el Salve regina a 6 voces (1950), música de iglesia y numerosos tratados para órgano.